# Desigual
Desigual es una compañía española de la industria de la moda que se caracteriza por su singularidad. Con sede en Barcelona, la empresa fue fundada en 1984 por Thomas Meyer, actual presidente. La compañía está presente en 109 países de todo el mundo en los que vende sus colecciones de mujer, hombre, niños, accesorios, prendas deportivas y zapatos, a través de diferentes canales de distribución como tiendas propias, puntos de venta multimarca, córneres en grandes almacenes, su página web desigual.com, y otros canales online. La empresa colabora con diseñadores, músicos, artistas, marcas e iconos del mundo de la moda nacionales e internacionales en la creación de sus colecciones y en el lanzamiento de sus campañas.

## Desarrollo
Conocida durante años por un estilo característico basado en tejidos étnicos y composición en patchwork, Desigual lanza cada año dos colecciones con un modo de vestir urbano, versátil y combinable.  
La compañía desarrolla un modelo omnicanal para estar cerca de los consumidores. La consolidación de este modelo de negocio ha pasado por un ejercicio de optimización de la red de distribución, por el impulso a la digitalización de la compañía —fortalecimiento del canal online y transformación de los canales—, además de una renovación de la experiencia de compra, y por un modelo de gestión basado en las necesidades específicas locales. Cuenta con diez canales de venta, tanto físicos como online, cuya distribución se centraliza en plataformas logísticas ubicadas en Viladecans, Gavá, New Jersey (Estados Unidos) y Hong Kong.  
Manel Adell ocupó el cargo de director ejecutivo desde 2002 hasta 2013.  Desde 2016 Alberto Ojinaga es  director general. La firma tiene presencia en 109 países, con 393 establecimientos monomarca y más de 2.600 empleados en todo el mundo, 547 de ellos en sus oficinas centrales en el barrio de La Barceloneta, en Barcelona. Sus trabajadores tienen una media de edad en torno a los 30 años y el 75% de su plantilla son mujeres. 
En 2020, la compañía ha sido incorporada al ranking de las marcas españolas más valiosas, BrandZ, que elabora Kantar y ha recibido el premio Laus de Bronce por la nueva identidad de marca de la compañía que se presentó en 2019.
En 2021 Desigual introdujo la semana laboral de 4 días (tres en oficina y uno de teletrabajo). La medida fue respaldada con el 86% de los votos tras ser presentada en la sede central a un grupo de unos 500 empleados. La semana laboral se aplicó a partir del 8 de octubre de 2021, permitiendo la conciliación de la vida personal y laboral de los trabajadores y como forma de atraer nuevos perfiles que valoran la flexibilidad. Esta medida, aplicada por primera vez por una compañía de moda a nivel internacional, fue premiada por Actualidad Económica.

## Trayectoria
- 1978: Thomas Meyer empezó a comercializar prendas de segunda mano a través de dos tiendas en Barcelona bajo el nombre de Babia.

- 1983: A partir de las existencias restantes de unos vaqueros de segunda mano, Meyer diseñó una cazadora hecha de retales de vaqueros, que ahora es conocida como la Iconic Jacket. Tras intentar introducirla en distintas tiendas multimarca históricas de la ciudad de Barcelona, optó por poner a la venta algunas unidades en Ibiza. El diseño fue acertado y en pocas semanas hubo de confeccionar más para dar respuesta a una demanda creciente. Esta prenda fue el primer producto de la marca Desigual, y una de las primeras prendas ‘upcycling’ o de la economía circular de la industria de la moda.
- 1984: Se creó la marca Desigual, que recibió su nombre a partir de una idea de la cineasta española Isabel Coixet e inició su actividad con una premisa muy clara: “vestir personas, no cuerpos”.[10]

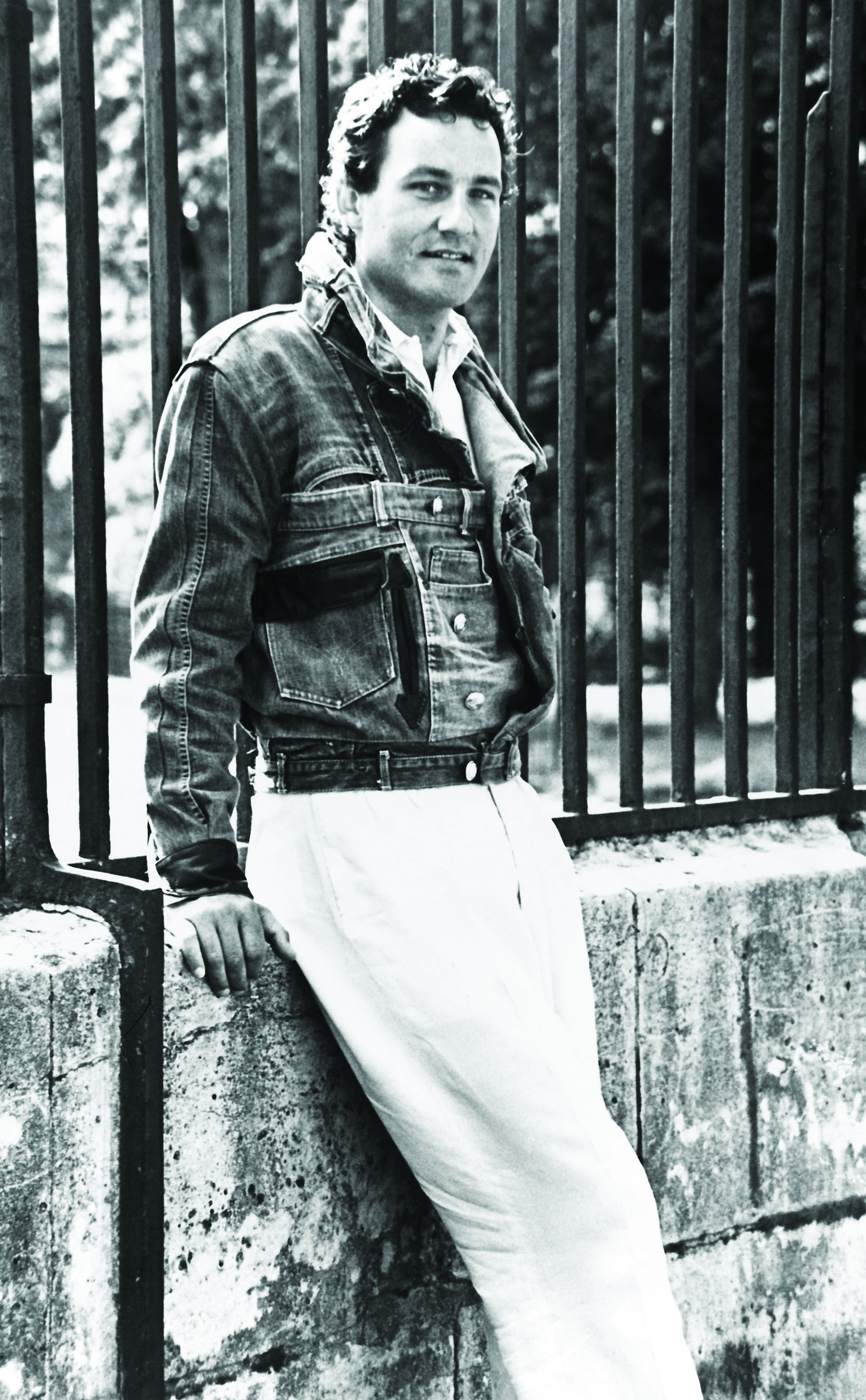
El fundador de Desigual, Thomas Meyer, con la Iconic Jacket

- 1986: la compañía inauguró su primera tienda propia en el puerto de Ibiza e incluyó su primer logotipo —un hombre y una mujer, desnudos y cogidos de la mano, representados gráficamente—diseñado por Peret.[10]
- 1993: La firma experimentó un crecimiento de ventas en España e inició sus exportaciones a Francia y Portugal.
- 1998: Desigual lanzó su página web, iniciando la comercialización digital de sus productos, y abrió una tienda en el centro comercial Triangle en la Plaza de Cataluña, en Barcelona.
- 2006: La compañía inició su expansión internacional a Europa, Asia y América con la apertura de una tienda propia en Singapur en 2006, en Londres en 2007 y otra en Nueva York en 2009. Durante los años siguientes, la compañía abrió su tienda insignia en Barcelona, en la Plaza de Cataluña, puso en marcha sus centros logísticos y creció rápidamente expandiéndose por Europa, Oriente Medio y África, América y Asia.
- 2010: Su andadura en América Latina fue a partir de 2010, con su primer establecimiento en Colombia, siendo este país, junto con México, Colombia y Chile, sus principales mercados en la región.
- 2011: Desigual inicia una colaboración con el diseñador francés Christian Lacroix. La compañía celebra el décimo aniversario de su trayectoria conjunta en 2021.
- 2012: En junio la compañía inauguró oficialmente sus oficinas centrales ubicadas en el barrio de La Barceloneta (Barcelona),[11] un edificio acristalado diseñado por Ricardo Bofill con 24.000 metros cuadrados distribuidos en seis plantas, por el que Desigual invirtió 50 millones de euros.[12] Desigual se adhirió a Textile Exchange.
- 2015: La firma puso en marcha su plan de transformación, basado en tres ejes (redefinición de producto y públicos, optimización de la red de distribución y revisión de la marca) con el foco puesto en la eficiencia (estructura más robusta, crecimiento sostenible) y en ser relevantes a través de la creatividad y la innovación.  Ese mismo año, la compañía inauguró su centro logístico de Viladecans.[13]
- 2017: Desigual presentó por primera vez su colección primavera-verano 2017 en la New York Fashion Week y consolidó su presencia en México.
- 2018: La compañía reeditó la Iconic Jacket en el marco de la cita internacional del arte, Art Basel Miami Beach, y estableció una red de colaboraciones para diseñar colecciones cápsula exclusivas.
- 2019: La compañía redefinió su producto, incluyendo nuevos materiales, patrones y diseños, buscando así ampliar público e incorporar a nuevas generaciones.[14] Dentro de esta renovación, Desigual lanzó su nueva imagen de marca en junio de 2019, incluyendo un nuevo logo, y la implementó en varias tiendas de diferentes países. La compañía se adhirió a Amfori.
- 2020: La firma continuó con el despliegue de su nueva imagen de marca, lanzó el Plan de Sostenibilidad y RSC 2020-2023 y se adhirió a Sustainable Apparel Coalition, Better Cotton Initiative, The Fashion Pact y Sedex. Desigual lanzó una cápsula exclusiva de la mano de María Escoté.[15] Se trata de la primera colaboración con la diseñadora española, enmarcada en su red de colaboraciones con artistas y diseñadores.
- 2021: Desigual implantó la semana laboral de 4 días tras una votación en la que el 86% respaldó la medida. La compañía creó Awesome Lab, aceleradora de startups para impulsar el desarrollo de soluciones tecnológicas en el sector de la moda.[16]
- 2022: La compañía se adhirió a Roadmap to Zero de ZDHC.[17] Awesome Lab continuó su labor en una segunda edición.

## Imagen de marca
Caracterizada por el lanzamiento de campañas diferentes y por una comunicación disruptiva, el propósito de Desigual es crear historias y experiencias innovadoras y accesibles que inspiren alegría. Algunos de los nombres de colecciones lanzadas por la firma han sido Real Life, Magic Stories, Luxury Feelings, Me&You, Better&Better, Wow, All Together, Handmade, Rainbow, El Love, La Difference, El Know, We are Animals y La vida es Chula, siendo este último  el lema de Desigual, que representa el propósito y los valores de la marca. 

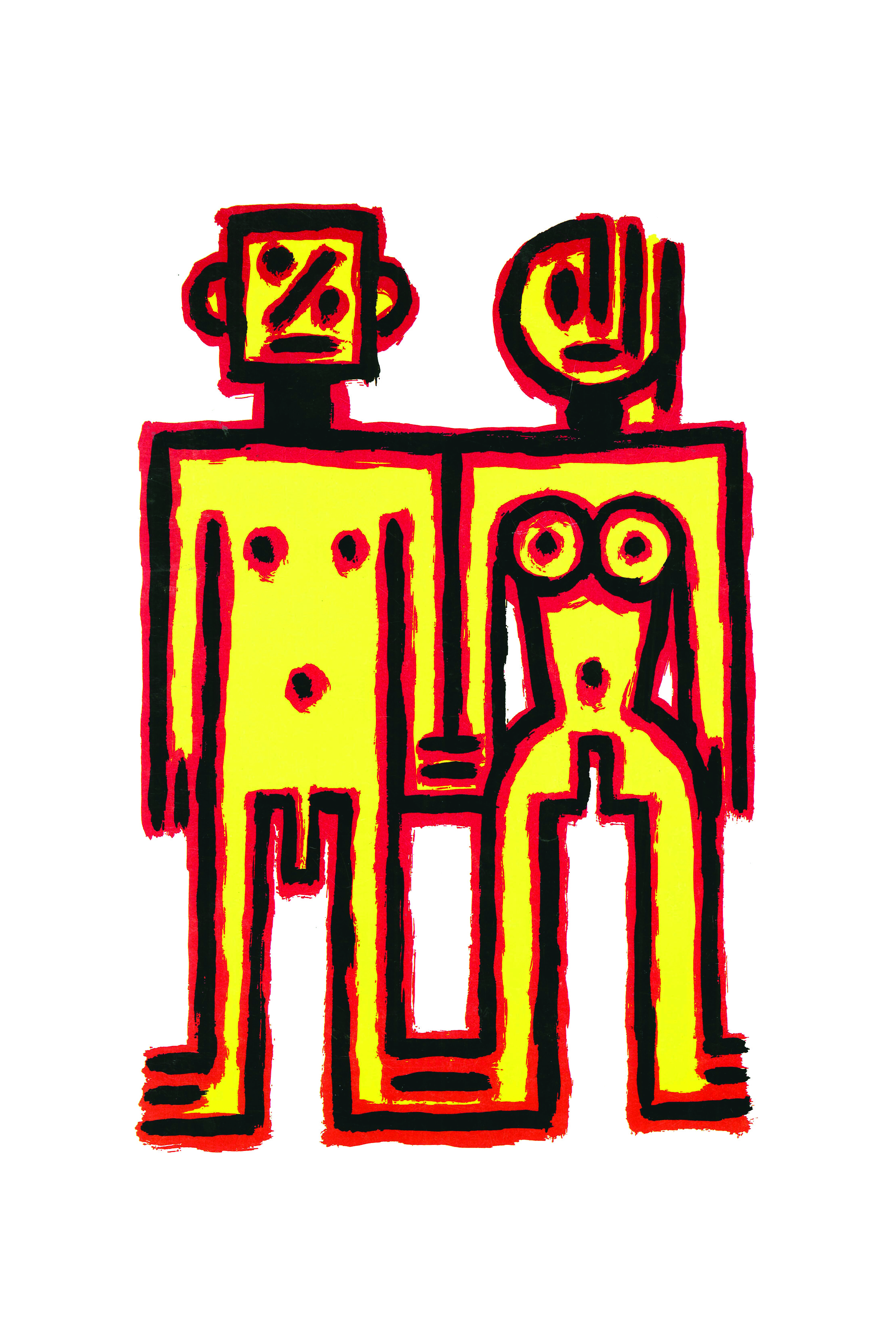
Primer logotipo Desigual, 1986

En enero de 2010 Desigual puso en marcha una campaña en España y Portugal para impulsar la campaña de rebajas. A través de esta acción se invitaba a los clientes a entrar en sus establecimientos en ropa interior y los primeros 100 clientes podrían obtener un outfit o conjunto de ropa de forma gratuita. El lema de esta campaña fue: “Entra desnudo, sal vestido”. En la tienda de Madrid unas 200 personas hicieron cola en ropa interior en la calle para aprovechar las rebajas de invierno de la tienda. En junio de 2011 la campaña se repitió en Londres, Berlín, Estocolmo, Madrid, Praga y Nueva York; y en enero de 2012 en Madrid, Sevilla y Lyon.
Entre otras campañas diferentes destaca la protagonizada por Winnie Harlow, modelo canadiense con vitíligo, que fue la imagen de la colección primavera-verano 2014. Las colaboraciones de la firma con representantes de la cultura y el arte son constantes. Además de su colaboración con el diseñador francés Christian Lacroix desde 2010, en 2011 la compañía firmó una colaboración con Cirque du Soleil para diseñar la colección de ropa Desigual inspired by Cirque du Soleil, formada por 60 piezas de ropa y accesorios.
A partir de 2018 la firma estableció nuevas colaboraciones con personalidades conocidas u otras compañías por las que ha lanzado colecciones cápsula con nuevos materiales, campañas en favor de la diversidad o iniciativas artísticas. Algunas de estas colaboraciones han sido con los artistas Miranda Makaroff y Okuda San Miguel, la diseñadora María Escoté, el actor Jordi Mollá y la actriz Najwa Nimri, así como con Ecoalf, Victoria o Sónar Barcelona.
En junio de 2019, la firma lanzó su nueva imagen de marca —con un nuevo logotipo que ponía del revés el nombre de la marca— que implicaba una renovación del producto (prendas y accesorios más urbanos, versátiles y sostenibles) y una experiencia de compra más personalizada. Todo ello supuso el rediseño de los establecimientos estratégicos de Europa, América y Asia. Entre ellos destacó el del barrio de Harajuku en Tokio, Japón, uno de los mercados más importantes de la compañía. Dicho establecimiento dedicó una de sus plantas a ofrecer a los clientes la posibilidad de personalizar prendas y asistir a talleres dirigidos por artistas.
A finales de ese mismo año, en el marco de la cita internacional del arte, Art Basel Miami Beach, Desigual presentó su colección primavera-verano 2020 con un desfile y un espectáculo artístico dirigido por la artista española Carlota Guerrero e inspirado en el beso. Los protagonistas, personalidades del mundo de la moda, el arte, el cine y la música, realizaron una coreografía, y posteriormente un espectáculo donde parejas y tríos se besaban ante el público con las prendas de la nueva colección y, posteriormente, desnudos.
En 2020 la marca continuó desplegando su imagen renovada y un nuevo concepto para las tiendas físicas inspirado en las galerías de arte: espacios diáfanos con menos prendas y percheros suspendidos, siendo la prenda el objeto protagonista que impacta sobre el consumidor. Este nuevo concepto se está extendiendo a las tiendas más emblemáticas de todos los mercados. En 2021 se reinauguraron las de Madrid y Barcelona con este diseño.
En 2022 la compañía remodeló su dirección artística para reconectar con su clientela y con nuevas generaciones que consideran la ropa y los accesorios como un medio de expresión. La campaña otoño-invierno 2022 fue realizada en blanco y negro por el fotógrafo Mario Sorrenti y la modelo Grace Elizabeth que anteriormente había desfilado para Victoria´s Secret, Chanel y Fendi. La imagen Desigual para el otoño-invierno 2022 es Nathy Peluso, cantante y compositora de origen argentino, también conocida por su imagen transgresora, y que representa los valores de la marca.

## Digitalización
El plan de desarrollo adoptado tras 2015 supuso la inversión de más de 80 millones de euros en procesos de logística, IT, innovación y en la red de distribución. Se ha implantado la tecnología RFID en todas sus tiendas, lo que permite gestionar el inventario con precisión y en tiempo real, estableciendo una trazabilidad del stock desde el origen. En los puntos de venta físicos, la compañía utiliza el servicio Ask Me, que permite efectuar múltiples transacciones, desde cambios o devoluciones hasta efectuar una compra.También ha puesto en marcha el servicio Ship from store, un sistema que permite preparar el envío desde la tienda más cercana al punto de entrega.
En cuanto al canal online, la compañía dispone de página web propia y pone a la venta sus productos a través de puntos de venta digitales —e-tailers— y los o flash sales —como se conocen los puntos de venta con descuentos digitales—.
Creada en 1998, la página web desigual.com, se renovó a finales de 2019, de acuerdo con la nueva imagen de marca, incorporando avances en materia de personalización, escalabilidad y localización. Disponible en más de 150 mercados, la tienda online se basa en tecnologías de comercio electrónico crossborder —de la mano del partner tecnológico y logístico Global-e—. Además, integra un sistema de recomendaciones basadas en la Inteligencia Artificial y pone a disposición del usuario métodos de pago propios de cada país. La pandemia Covid-19 supuso un cambio en los hábitos de consumo y de compra fortaleciendo los canales digitales. Desde mayo de 2020 las ventas online en desigual.com registraron un crecimiento medio del 50%, con momentos pico de hasta el 70%.  

## Innovación
En 2021, Desigual creó Awesome Lab, un acelerador de empresas emergentes para impulsar la innovación tecnológica en el sector de la moda y dar soluciones a los principales retos de la industria. 
Esta iniciativa, pionera en el sector de la moda en España, se desarrolló con la plataforma de innovación abierta Plug and Play. En su primera convocatoria fueron 7 las empresas seleccionadas entre más de 150: Vestico, Syrup Tech, Swearit, Personify XP, Resortecs, Exonode y SXD, con propuestas en torno a blockchain, inteligencia artificial, nuevos materiales y machine learning o aprendizaje automático. La segunda convocatoria, de 2022, se desarrolla con Wayra, el hub de innovación abierta de Telefónica.

## Producción Sostenible
La ropa de Desigual se fabrica principalmente en Europa y Oriente Medio (27% de la producción), y en Asia (73% de la producción), concretamente en países como China e India. A fin de mejorar la transparencia y la trazabilidad de su cadena de suministro, en 2020 hizo público el listado de fábricas de confección activas en todo el mundo (proveedores Tier 1) que trabajan para la firma.
Para garantizar el cumplimiento del Código de Conducta para proveedores que rige en la compañía (y que recoge aspectos relacionados con los derechos humanos, cumplimiento de la ley, derechos de los empleados y condiciones laborales, de medio ambiente, calidad y seguridad), Desigual cuenta con sistemas de auditorías realizadas a través de una tercera entidad independiente, siguiendo los estándares internacionales BSCI y SMETA.

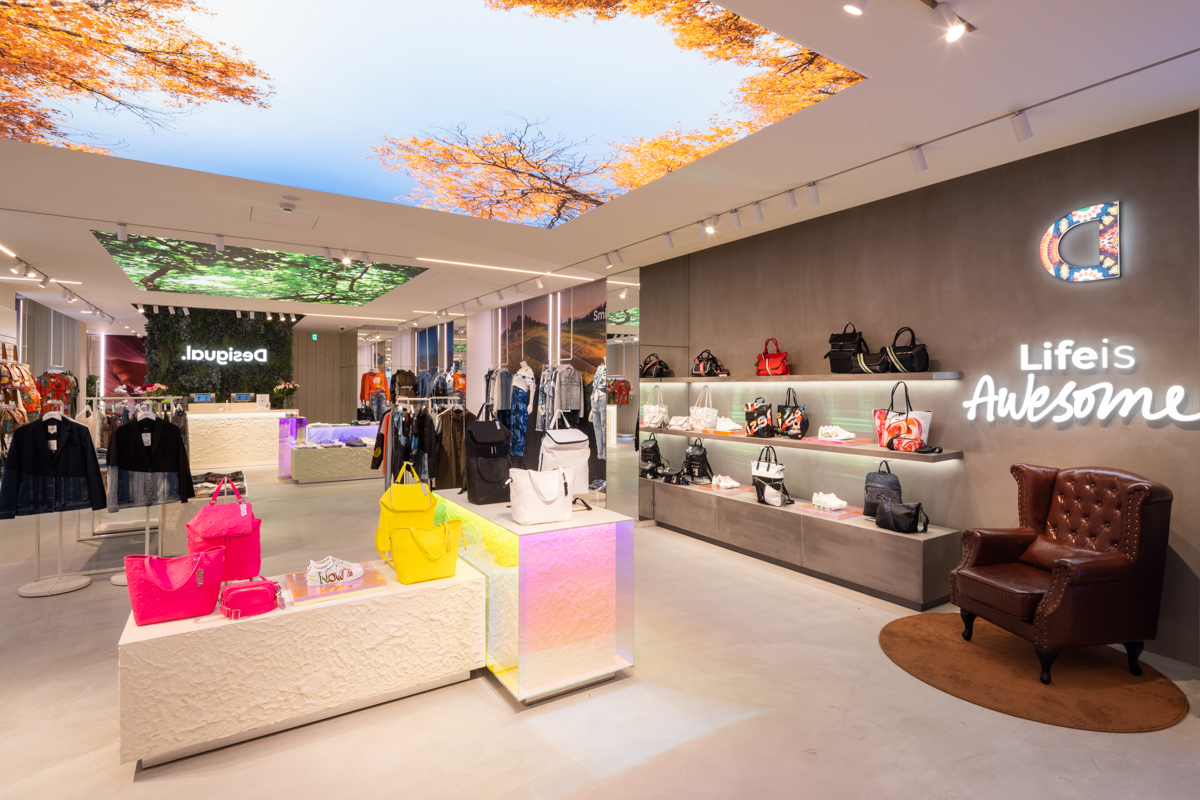
Desigual en Osaka, Japón

Desde 2020 la compañía ha intensificado su plan de sostenibilidad y de responsabilidad social corporativa (RSC) adelantándose a las metas fijadas. Entre sus objetivos está la reducción de la huella de carbono en un 25% para 2025 (hasta ser una compañía neutra en carbono en 2050). El objetivo de lograr un packaging más sostenible se consiguió en 2021 al eliminarse el plástico de un solo uso de todo el proceso de embalaje. 
En cuanto a la sostenibilidad de la ropa, en 2019 solo un 2% de las prendas tenían fibras sostenibles, y desde 2020 se han ido introduciendo este tipo de fibras en las distintas piezas y se han lanzado colecciones con prendas hechas de fibras orgánicas y recicladas como la colección Love the World, presentada en enero de 2021. En 2022, el 55% de las prendas son sostenibles y en la colección primavera -verano 2023  llegarán a ser el 70%. También han incorporado un nuevo modelo de etiquetado respetuoso con el medioambiente o ecofriendly, que califica las prendas según la cantidad de material reciclado, u orgánico que lleven.
Respecto a la gestión de residuos, en 2019 Desigual recuperó cerca del 80% de las 1.638 toneladas de residuos generadas en sus edificios ubicados en España y tiendas localizadas en Cataluña. La empresa redujo en un 20% la generación de residuos con respecto a 2018.

## Alianzas
La firma colabora con organizaciones, iniciativas y plataformas internacionales para el desarrollo de sus objetivos ambientales, de innovación y de responsabilidad social. Entre ellas están: Textile Exchange, Sustainable Apparel Coalition (SAC), Better Cotton Initiative (BCI), The Fashion Pact,  Roadmap to Zero de ZDHC, y Barcelona Tech City. Desigual forma parte de Amfori y Sedex para el control y auditorías sobre la cadena de suministro. La firma colabora con diversas entidades con fines sociales como la Fundació Èxit y la Asociación de Vecinos de la Barceloneta.

## Red Comercial
Desigual cuenta con tiendas y puntos de venta en 109 países, concretamente en Albania, Argelia, Andorra, Antigua y Barbuda, Antillas Neerlandesas, Armenia, Aruba, Australia, Austria, Azerbaiyán, Baréin, Bélgica, Bielorrusia, Bosnia y Herzegovina, Bermudas, Brasil, Brunéi, Bulgaria, Canadá, China, Colombia, Costa Rica, Chile, Chipre, Croacia, Curazao, Ecuador, Emiratos Árabes Unidos, Eslovaquia, Eslovenia, Estonia, El Salvador, República Checa, Dinamarca, Egipto, Federación Rusa, Filipinas, Finlandia, Francia, Alemania, México, Georgia, Gibraltar, Grecia, Guadalupe, Honduras, Hong Kong, Hungría, India, Indonesia, Islandia, Islas Caimán, Islas Vírgenes de los Estados Unidos, Israel, Irlanda, Italia, Corea del Sur, Japón, Jersey, Jordania, Kazajistán, Kuwait, Letonia, Líbano, Lituania, Luxemburgo, Macao, Macedonia, Malasia, Malta, Marruecos, Montenegro, Myanmar, Nueva Zelanda, Omán, Países Bajos, Nicaragua, Noruega, Panamá, Paraguay, Polonia, Portugal, Puerto Rico, Catar, República Dominicana, Rumanía, Arabia Saudí, Singapur, Cuba, España, Serbia, Sri Lanka, Sudáfrica, Suiza, Suecia, Taiwán, Trinidad y Tobago, Túnez, Turquía, Uruguay, Ucrania, Reino Unido, Estados Unidos, Perú, Venezuela, Vietnam y Guatemala.

## Controversias
En 2008, la firma Dolores Promesas denunció a Desigual por la comercialización de una camiseta con un diseño idéntico a una suya y por lo tanto, la violación de los derechos de autor. La denuncia quedó resuelta al cerrar un acuerdo amistoso extrajudicial con Desigual, que se disculpó y retiró todas las prendas con dicho diseño.
Poco antes, la empresa Custo Barcelona del diseñador Custo Dalmau amenazó con denunciar en julio de 2008 a Desigual al entender que había copiado sistemáticamente varios de sus productos intentando confundir a los clientes, pero la denuncia nunca se llegó a materializar en la práctica. Desde el sector se piensa que fue una estrategia publicitaria de Custo para encontrar nuevos socios.